# 韋斯塔鎮區 (明尼蘇達州雷德伍德縣)
韋斯塔鎮區（英語：Vesta Township）是位於美國明尼蘇達州雷德伍德縣的一個行政鎮區。

## 地方資料
韋斯塔鎮區的面積為90.69平方千米，當中陸地面積為90.41平方千米，而水域面積為0.28平方千米。根據2020年美國人口普查的數據，當地共有人口179人，而人口密度為每平方千米1.97人。